# Toni Peret
Toni Peret, né le 24 mai 1964 à Barcelone, est un producteur, DJ et animateur de radio espagnol. Il est à l'origine des volumes 3—12 de la série de compilations Max Mix, sortie dans la seconde moitié des années 1980 et au début des années 1990, ainsi que de nombreux autres mégamixes.
Toni Peret et José Maria Castells sont reconnus comme les pionniers du genre makina.

## Biographie

### Années 1980—1990
À l'âge de 17 ans, il commence à travailler dans le domaine de la radio en tant que technicien de contrôle dans une station de radio de Barcelone. En 1982, il change d'entreprise et commence à travailler comme présentateur-annonciateur pour Radio Fórmula musical et rédacteur d'actualités. Au cours de la même décennie, il présente le programme Minuto Mix sur Radio Minuto, qui introduit la musique dance européenne importée. Parallèlement, à partir de 1986, il commence ses activités de DJ éditeur des mégamixes Max Mix avec José María Castells, des volumes 3 à 12 en 1992, ainsi que la création d'autres séries comme Máquina Total, Lo Más Duro, ainsi que Dolce Vita Mix, Acid Mix, Locos por el Mix, Bombazo Mix et des dizaines d'autres créations, à la fois des mixages et des productions d'April, Blue Rhapsody, Caroline, Dream Team, House Empire, Music Sensor, Musitec, New Station, Piano, QNH, Rabbit, Strange Harmony, String Quartet, Test Pressing, José M. Castells, Triple Zona et Undersound, totalisant plus d'un million et demi de disques vendus entre l'Europe et les États-Unis, auxquels Quique Tejada s'est joint en 1995, formant avec eux la dénommée « Dream Team ».
En 1992, il abandonne ses fonctions de radiodiffuseur et crée sa propre émission de radio entièrement consacrée à la promotion du phénomène de la musique dance, intitulée It's Your Time.

### Années 2000—2020
En 2001, il transfère l'émission à une autre station dance, et en 2006, il reçoit une offre d'une autre station de radio pour présenter l'émission 80, 90 y 100, consacrée à la musique rétro. Il a également créé le magazine Deejay et soutenu la croissance de DJ tels que DJ Neil, Wally López, DJ Abel, Albert Neve, Pedro Miras, David Con G et de nombreux autres professionnels travaillant dans des clubs reconnus du pays. En 2005, alors qu'il travaillait comme directeur artistique de Vale Music, une société qu'il a créée en 1997 avec ses associés Jose María Castells, Quique Tejada, Andreu Ugas et Ricardo Campoy, il a eu (et profité) de l'occasion de faire partie du jury de la quatrième édition de Operación Triunfo, alors que ce programme venait de démarrer sur Telecinco. Il convient également de noter qu'il était l'invité d'un gala de la première édition.
En 2015, il se réunit avec ses partenaires José María Castells et Quique Tejada, pour créer à nouveau « el Dream Team », cette fois sous le nom de « Dream Team Reload », en sortant un nouvel album intitulé Children of the 80's, événement qui s'est tenu à la discothèque Hard Rock Hotel à Ibiza. Depuis le 3 septembre 2016, Peret présente l'émission Music Box sur Kiss FM (Espagne), où il passe en revue la musique des années 1980 et 1990, les vendredis et samedis de 22 heures à minuit. Peret se produit également avec ses partenaires du Dream Team Reload à La Riviera de Madrid, dans un événement appelé Noventeros, où la musique des années 1990 est commémorée.
Depuis 2020, il dirige un lieu à Barcelone, le Museum Bar de Toni Peret. Un bar musical sur le thème de la dance des années 1970, 1980 et 1990.